# Mary Ann Hoberman
Mary Ann Hoberman (Stamford, 12 agosto 1930 – Greenwich, 7 luglio 2023) è stata una scrittrice statunitense di libri per ragazzi.

## Biografia
Nata Mary Ann Freedman il 12 agosto 1930 a Stamford da Milton Freedman e Dorothy Miller, ha conseguito un B.A. in storia presso lo Smith College nel 1951 e un M.A. in letteratura inglese all'Università Yale nel 1985.
Nel 1951 ha sposato Norman Hoberman e ha esordito nella narrativa per ragazzi nel 1957 con All My Shoes Come in Twos.
Nel corso della sua lunga carriera ha pubblicato più di 50 libri per ragazzi usando principalmente la poesia e ottenendo diversi riconoscimenti.
È morta dopo una lunga malattia a 92 anni il 7 luglio 2023 a Greenwich.

## Opere

### Libri per ragazzi
- All My Shoes Come in Twos (1957)
- How Do I Go? (1958)
- Hello and Good-by (1959)
- What Jim Knew (1963)
- Not Enough Beds for the Babies (1965)
- The Looking Book (1973)
- A Little Book of Little Beasts (1973)
- The Raucous Auk: A Menagerie of Poems (1973)
- Nuts to You & Nuts to Me: An Alphabet of Poems (1974)
- I Like Old Clothes (1976)
- Bugs (1976)
- A House is a House for Me (1978)
- Yellow Butter, Purple Jelly, Red Jam, Black Bread (1981)
- The Cozy Book (1982)
- Mr. and Mrs. Muddle (1988)
- Fathers, Mothers, Sisters, Brothers: A Collection of Family Poems (1991)
- A Fine Fat Pig, and Other Animal Poems (1991)
- The Seven Silly Eaters (1997)
- One of Each (1997)
- Miss Mary Mack (1998)
- The Llama Who Had No Pajama: 100 Favorite Poems (1998)
- And to Think that We Thought that We'd Never be Friends (1999)
- The Two Sillies (2000)
- The Eensy-Weensy Spider (2000)
- There Once Was a Man Named Michael Finnegan (2001)
- Whose Garden is It? (2001)
- It's Simple, Said Simon (2001)
- Tu leggi a me, io leggo a te: piccolissime storie da leggere insieme (You Read to Me, I'll Read to You: Very Short Stories to Read Together, 2001), Milano, Mondadori, 2003 traduzione di Ilva Tron illustrazioni di Michael Emberley ISBN 978-88-04-52284-3.
- The Marvelous Mouse Man (2002)
- Right Outside My Window (2002)
- Bill Grogan's Goat (2002)
- Mary Had a Little Lamb (2003)
- Yankee Doodle (2004)
- You Read to Me, I'll Read to You: Very Short Fairy Tales to Read Together (2004)
- The Wheels on the Bus (2005)
- You Read to Me, I'll Read to You: Very Short Mother Goose Tales to Read Together (2005)
- I'm Going to Grandma's (2007)
- Mrs. O’Leary’s Cow (2007)
- You Read to Me, I'll Read to You: Very Short Scary Tales to Read Together (2009)
- All Kinds of Families! (2009)
- Strawberry Hill (2009)

## Premi e riconoscimenti
National Book Award per la letteratura per ragazzi
- 1983 nella categoria "Edizione illustrata tascabile" con A House is a House for Me[6]

National Outdoor Book Award
- 2004 nella categoria "Children's" con Whose Garden Is It?[7]

Young People's Poet Laureate
- 2008-2011[8]